# MQ-9 рипер
MQ-9 Рипер (енгл. MQ-9 Reaper) је америчка беспилотна летелица коју је развила америчка компанија Џенерал Атомикс. Беспилотна летелица MQ-9 Рипер је намењена како извиђању, тако и борбеним задацима. MQ-9 Рипер поседује опто-електронску опрему, опрему за сателитску комуникацију, а може носити и наоружање на шест подвесних тачака. У реону борбених дејстава може остати тридесет сати. Као и остале беспилотне летелице, MQ-9 Рипер је у ствари даљински управљана летелица.

## Дизајн и развој
Беспилотна летелица MQ-9 Рипер је развијена из беспилотне летелице MQ-1 Предатор. Уместо клипно-елисног мотора на Предатору, у прототип Рипера је уграђен турбо-елисни мотор. Распон крила је са 15 метара повећан на 20 метара. Прототип Рипера је у току развоја носио ознаку Предатор-Б. Иако MQ-9 Рипер поседује седам подвесних тачака за наоружање и опрему, централна подвесна тачка се не користи, тако да их је шест у употреби. MQ-9 Рипер може да носи до четири вођене ракете АГМ-114 Хелфајер.

## Борбена употреба
Беспилотну летелицу MQ-9 Рипер користиле су америчке и НАТО снаге у ратовима у Ираку, Авганистану, Либији и Сирији.

## Корисници
- САД
- Уједињено Краљевство
- Француска
- Италија
- Шпанија
- Холандија
- Индија

## Галерија
- Британска беспилотна летелица MQ-9 Рипер изнад Авганистана 2009. године
- Сателитска антена и сензори беспилотне летелице MQ-9 Рипер
- Беспилотна летелица MQ-9 Рипер у Авганистану 2007. године